# Charley Hull
Charley Hull (Kettering, 20 maart 1996) is een Engelse golfster. Ze is lid van de Woburn Golf Club.

## Amateur
Hull heeft in 2012 nummer 3 op de wereldranglijst gestaan.
Hull was opgenomen in het Brits-Ierse team dat de Curtis Cup speelde in 2012. Bijna werd ze uit het team gezet omdat ze een verplichte training had gemist in de week dat ze een uitnodiging had gekregen voor het Kraft Nabisco Championship. Uiteindelijk mocht ze toch de Kraft Nabisco spelen, waar ze 38ste werd, en in het team kon blijven.
Hull speelde in 2012 als amateur in het Women's British Open en stond daar met een score van 71 na de eerste ronde op een gedeelde 3de plaats.

### Gewonnen
- 2011: Ione D Jones/Doherty Championship, Welsh Ladies Open Stroke Play Championship, English Women's Stroke Play Championship
- 2012: Harder Hall Invitational

### Teams
- Curtis Cup: 2012 (winnaars)

## Professional
Hull werd op 1 januari 2013 professional. In juni verloor ze de play-off van het Ladies German Open, dat gewonnen werd door Carlota Ciganda. In 2014 behaalde ze al haar eerste overwinning door Gwladys Nocera op de Lalla Meryem Cup in de play-off te verslaan. Op het einde van het seizoen 2014 werd ze winnares van de Order of Merit van de LET.

### Gewonnen
Ladies European Tour
| Nr. | Datum         | Toernooi         | Score           | Score | Info                               |
| --- | ------------- | ---------------- | --------------- | ----- | ---------------------------------- |
| 1   | 16 maart 2014 | Lalla Meryem Cup | 68-71-68-62=269 | –15   | Won de play-off van Gwladys Nocera |